# Skarstads församling
Skarstads församling var en församling i Skara stift och i Vara kommun. Församlingen uppgick 2002 i Vara församling. 

## Administrativ historik
Församlingen har medeltida ursprung. 
Församlingen var till 1 maj 1920 moderförsamling i pastoratet Skarstad, Hällum, Vara och Önum för att därefter vara annexförsamling i samma pastorat då med Vara församling som moderförsamling. Församlingen uppgick 2002 i Vara församling.

## Kyrkor
- Skarstads kyrka